# A Rural Romance
A Rural Romance è un cortometraggio muto del 1914 diretto da Arthur Ellery qui al suo esordio nella regia.

## Produzione
Il film fu prodotto dalla Thanhouser Film Corporation (con il nome Princess).

## Distribuzione
Distribuito dalla Mutual Film, uscì nelle sale cinematografiche USA il 14 agosto 1914.